# Câu lạc bộ bóng chuyền nữ Giang Tô
Câu lạc bộ bóng chuyền nữ Giang Tô, cụ thể là Câu lạc bộ bóng chuyền nữ thép Trung Thiên Giang Tô là một câu lạc bộ bóng chuyền chuyên nghiệp thi đấu tại Giải bóng chuyền Trung Quốc. Câu lạc bộ đóng quân tại Nam Kinh, Giang Tô. Họ cũng là đại diện cho tỉnh Giang Tô tham gia các giải thi đấu quốc gia.  Giai đoạn 2015 - 2017, với việc có lượng lớn vận động viên thi đấu cho Đội tuyển bóng chuyền nữ quốc gia Trung Quốc, cho nên họ còn được gọi là đội tuyển quốc gia thu nhỏ.
Mùa giải 2016-2017, lần đầu tiên họ lên ngôi vô địch tại Giải bóng chuyền Trung Quốc. Cũng trong năm 2017, tại Đại hội thể thao Trung Quốc lần thứ 13, họ cũng lần đầu tiên xếp hạng nhất.

## Kết quả CVL
| Mùa giải   | Xếp hạng |
| ---------- | -------- |
| 2017-2018  | 3        |
| 2016-2017  | Vô địch  |
| 2015-2016  | 2        |
| 2014-2015  | 3        |
| 2013-2014  | 12       |
| 2012-2013  | 8        |
| 2011-2012  | 5        |
| 2010 -2011 | 6        |
| 2009 -2010 | 4        |
| 2008-2009  | 3        |
| 2007-2008  | 6        |
| 2006-2007  | 3        |
| 2005-2006  | 8        |
| 2004-2005  | 4        |
| 2003-2004  | 5        |
| 2002-2003  | 9        |
| 2001-2002  | 9        |
| 2000-2001  | 4        |
| 1999-2000  | 2        |
| 1998-1999  | 5        |
| 1997-1998  | 2        |
| 1996-1997  | 2        |

## Kết quả Đại hội thể thao Trung Quốc
| Đại hội | Năm   | Xếp hạng |
| ------- | ----- | -------- |
| XIII    | 2017  | 1        |
| XII     | 2013  | 4        |
| XI      | 2009  | 4        |
| X       | 2005  | 4        |
| IX      | 2001  | 7        |
| VIII    | 1997  | 3        |
| VII     | 1993  | 4        |
| VI      | 1987  | Bị loại  |
| V       | 1983  | 9        |
| IV      | 1979, | 2        |
| III     | 1975  | 5        |
| II      | 1965  | 9        |
| I       | 1959  | 12       |

## Đội hình 2017-2018
| Sô | Tên                  | Vị trí     | Chiều cao(m) | Ngày sinh  |
| 1  | Ngô Hàm              | Chủ công   | 1.80         | 23/04/1998 |
| 2  | Trương Thường Ninh   | Chủ công   | 1.95         | 06/11/1995 |
| 3  | Nhung Mặc Thiên Bách | Chuyền 2   | 1.84         | 01/01/1997 |
| 4  | Vương Vũ Kỳ          | Đối chuyền | 1.80         | 21/08/1998 |
| 5  | Huệ Nhược Kỳ         | Chủ công   | 1.92         | 04/03/1991 |
| 6  | Điêu Lâm Vũ          | Chuyền 2   | 1.82         | 07/04/1994 |
| 7  | Châu Hinh Ức         | Chủ công   | 1.87         | 17/03/1997 |
| 8  | Trần Triển           | Libero     | 1.80         | 11/10/1990 |
| 9  | Hứa Nhược Á          | Chủ công   | 1.92         | 01/03/1994 |
| 10 | Khương Thiến Văn     | Phụ công   | 1.82         | 27/01/1992 |
| 11 | Vương Thần Nguyệt    | Phụ công   | 1.93         | 22/08/1995 |
| 12 | Triệu Tĩnh Tuyết     | Chuyền 2   | 1.75         | 12/01/1993 |
| 14 | Trần Dịch Huyên      | Tiếp ứng   | 1.81         | 23/04/1999 |
| 16 | Cung Tường Vũ        | Tiếp ứng   | 1.88         | 21/04/1997 |
| 17 | Ngụy Vũ Hân          | Phụ công   | 1.85         | 16/04/1997 |
| 18 | Đường Ninh Nhã       | Tiếp ứng   | 1.82         | 15/05/1994 |
| 19 | Dương Văn Cẩm        | Đối chuyền | 1.82         | 13/07/1997 |
| 20 | Tang Thiến Thiến     | Libero     | 1.75         | 14/08/1998 |

## Đội hình 2016-2017
| Số | Tên                | Vị trí               | Chiều cao (m) | Ngày sinh  |
| 1  | Vương Tuyết Đình   | Phụ công             | 1.96          | 10/03/1995 |
| 2  | Trương Thường Ninh | Chủ công             | 1.95          | 06/11/1995 |
| 3  | Lý Tuệ             | Chuyền 2             | 1.86          | 19/01/1990 |
| 4  | Cố Văn Đình        | Phụ công             | 1.90          | 11/07/1995 |
| 5  | Huệ Nhược Kỳ       | Chủ công             | 1.92          | 04/03/1991 |
| 6  | Điêu Lâm Vũ        | Chuyền 2             | 1.82          | 07/04/1994 |
| 7  | Trạch Đình Lệ      | Chủ công             | 1.82          | 02/11/1988 |
| 8  | Trần Triển         | Libero               | 1.80          | 11/10/1990 |
| 9  | Hứa Nhược Á        | Chủ công             | 1.92          | 01/03/1994 |
| 10 | Khương Thiến Văn   | Phụ công             | 1.82          | 27/01/1992 |
| 11 | Vương Thần Nguyệt  | Phụ công             | 1.93          | 22/08/1995 |
| 12 | Triệu Tĩnh Tuyết   | Chuyền 2             | 1.75          | 12/01/1993 |
| 13 | Vương Vỹ           | Libero               | 1.82          | 29/04/1992 |
| 14 | Trần Dịch Huyền    | Đối chuyền           | 1.81          | 23/04/1999 |
| 15 | Vương Đình Đình    | Phụ công             | 1.87          | 20/01/1993 |
| 16 | Cung Tường Vũ      | Đối chuyền           | 1.88          | 21/04/1997 |
| 17 | Ngô Hàm            | Đối chuyền           | 1.83          | 23/04/1998 |
| 18 | Đường Ninh Nhã     | Phụ công/ Đối chuyền | 1.85          | 15/05/1994 |
| 19 | Triệu Thiến Nhữ    | Phụ công             | 1.86          | 06/08/1998 |
| 20 | Mạnh Tinh Hàm      | Libero               | 1.70          | 04/01/1995 |

## Đội hình 2015-2016
| Số | Tên                | Vị trí     | Chiều cao (m) | Ngày sinh  |
| 1  | Vương Tuyết Đình   | Phụ công   | 1.96          | 10/03/1995 |
| 2  | Trương Thường Ninh | Chủ công   | 1.95          | 06/11/1995 |
| 3  | Lý Tuệ             | Chuyền 2   | 1.86          | 19/01/1990 |
| 4  | Cố Văn Đình        | Phụ công   | 1.90          | 11/07/1995 |
| 5  | Huệ Nhược Kỳ       | Chủ công   | 1.92          | 04/03/1991 |
| 6  | Điêu Lâm Vũ        | Chuyền 2   | 1.82          | 07/04/1994 |
| 7  | Trạch Đình Lệ      | Chủ công   | 1.82          | 02/11/1988 |
| 8  | Trần Triển         | Libero     | 1.80          | 11/10/1990 |
| 9  | Hứa Nhược Á        | Chủ công   | 1.92          | 01/03/1994 |
| 10 | Khương Thiến Văn   | Phụ công   | 1.82          | 27/01/1992 |
| 11 | Vương Thần Nguyệt  | Phụ công   | 1.93          | 22/08/1995 |
| 12 | Triệu Tĩnh Tuyết   | Chuyền 2   | 1.75          | 12/01/1993 |
| 13 | Vương Vỹ           | Chủ công   | 1.82          | 29/04/1992 |
| 15 | Vương Đình Đình    | Phụ công   | 1.87          | 20/01/1993 |
| 16 | Cung Tường Vũ      | Đối chuyền | 1.86          | 21/04/1997 |
| 17 | Đằng Triệu Hội     | Chủ công   | 1.80          | 25/11/1999 |
| 18 | Triệu Thiến Nhữ    | Phụ công   | 1.86          | 06/08/1998 |

## Đội hình 2014-2015
| Số | Tên                | Vị trí     | Chiều cao (m) | Ngày sinh  |
| 1  | Vương Tuyết Đình   | Phụ công   | 1.96          | 10/03/1995 |
| 2  | Trương Thường Ninh | Đối chuyền | 1.93          | 06/11/1995 |
| 3  | Lý Tuệ             | Chuyền 2   | 1.86          | 19/01/1990 |
| 4  | Cố Văn Đình        | Phụ công   | 1.90          | 11/07/1995 |
| 5  | Huệ Nhược Kỳ       | Chủ công   | 1.92          | 04/03/1991 |
| 6  | Điêu Lâm Vũ        | Chuyền 2   | 1.82          | 07/04/1994 |
| 7  | Trạch Đình Lệ      | Chủ công   | 1.82          | 02/11/1988 |
| 8  | Trần Triển         | Libero     | 1.80          | 11/10/1990 |
| 9  | Hứa Nhược Á        | Chủ công   | 1.92          | 01/03/1994 |
| 10 | Khương Thiến Văn   | Đối chuyền | 1.82          | 27/01/1992 |
| 11 | Vương Thần Nguyệt  | Phụ công   | 1.93          | 22/08/1995 |
| 12 | Triệu Tĩnh Tuyết   | Chuyền 2   | 1.75          | 12/01/1993 |
| 13 | Vương Vỹ           | Chủ công   | 1.82          | 01/01/1989 |
| 15 | Vương Đình Đình    | Phụ công   | 1.87          | 20/01/1993 |

## Tài trợ
| Season    | Nhà tài trợ                                    |
| --------- | ---------------------------------------------- |
| 2014-     | Tập đoàn thép Trung Thiên                      |
| 2014-     | Thành phố Thường Châu                          |
| 2011-2014 | Huyện Quán Vân                                 |
| 2007-2013 | Hiệp hội thăm dò và phát triển đông Trung Quốc |
| 1996-2009 | Đại học Đông Nam                               |
| 1996-2007 | Nghi Chinh hóa chất                            |

## Cựu vận động viên
- Trương Khiết Vân
- Lục Thiến
- Mâu Cúc Lan
- Khâu Ái Hoa
- Nhậm Tịnh
- Tôn Tấn Phương, đội trưởng Đội tuyển bóng chuyền nữ quốc gia Trung Quốc (1977-1982).
- Tôn Nguyệt, huy chương bạc Thế vận hội, đội trưởng Đội tuyển bóng chuyền nữ quốc gia Trung Quốc (1999-2000).
- Ân Cần
- Xue Xiaoya
- Zhang Zhongyu
- Triệu Vân
- Huệ Nhược Kỳ, đội trưởng Đội tuyển bóng chuyền nữ quốc gia Trung Quốc (2013-2016), đội trưởng câu lạc bộ lên ngôi vô địch Giải bóng chuyền Trung Quốc mùa 2016-2017